# The Foundry
The Foundry — компанія по розробці програмного забезпечення для створення візуальних ефектів зі штаб-квартирою в Лондоні і офісами в Лос-Анджелесі і Редвуд-Сіті (Каліфорнія).

## Історія
The Foundry була заснована в 1996 році, Бруно Ніколетті, з Симоном Робінсоном, який приєднався незабаром.
The Foundry був куплений власниками Digital Domain, Wyndcrest Holdings, в березні 2007 року. Згодом це було предметом викупу контрольного пакета з підтримкою від Advent Venture Partners, а потім придбана Carlyle Group в квітні 2011 року.
У вересні 2012 року, The Foundry об'єдналася з Luxology, в Маунтін-В'ю на базі будинку програмного забезпечення відомої в першу чергу по MODO — пакету 3D-моделювання та анімації. Раніше в тому ж місяці, вона зайняла під номером 70 в The Sunday Times Tech Track 100, з 2011/2012 обсягом продажів близько 15 мільйонів фунтів, 49 % збільшення в порівнянні з 2010/2011.
У квітні 2015 року з'явилася інформація про те, що Adobe Systems готується купити Foundry у The Carlyle Group.
У травні 2015 року було оголошено, що приватна інвестиційна компанія HgCapital придбала Foundry у The Carlyle Group "за 200 мільйонів фунтів стерлінгів".
У лютому 2017 року компанія провела ребрендинг і стала називатися Foundry, відмовившись від літери "The".
У квітні 2019 року Foundry була придбана компанією Roper Technologies. Після зміни власника в липні 2019 року Джоді Медден перебрала на себе роль генерального директора від Крейга Роджерсона, а колишню роль директора по роботі з клієнтами зайняв Алекс Фолдс.

## Представлені програмні продукти
- FLIX — візуальний менеджер проекту, який розроблений для швидкої співпраці працівників між собою (продюсерів, режисерів, художників, моделлерів, візуалізаторів та ін.);
- MODO — програма тривимірного моделювання і рендерингу;
- COLORWAY — програма, яка створює з одного прийнятого дизайнерського оформлення проекту декілька, підбираючи авто алгоритмом текстури;
- MARI — програмний продукт для 3D текстурування;
- KATANA — інструмент для створення і налаштування зовнішнього освітлення сцени;
- NUKE — програма композитингу;
- OCULA — колекція плагінів для NUKE, спрямованих на вирішення проблем, що виникають з стереоскопічним зображення;
- HIERO — відео редактор для постобробки;
- та інші.